# Pontocrates arenarius
Pontocrates arenarius is een plaatselijk algemeen vlokreeftje uit de familie Oedicerotidae. De wetenschappelijke naam van de soort is voor het eerst geldig gepubliceerd in 1858 door Charles Spence Bate.

## Kenmerken
Zoals de andere soorten van dit geslacht heeft Pontocrates arenarius een duidelijk rostrum. De familie Oedicerotidae, waartoe deze soort behoort, zijn gravende vlokreeftjes.